# Prasek
Prasek är en ort i Tjeckien. Den ligger i den centrala delen av landet, 80 km öster om huvudstaden Prag. Prasek ligger 247 meter över havet och antalet invånare är 578.
Terrängen runt Prasek är platt. Runt Prasek är det ganska tätbefolkat, med 52 invånare per kvadratkilometer. Närmaste större samhälle är Nový Bydžov, 4,1 km väster om Prasek. Trakten runt Prasek består till största delen av jordbruksmark.